# Coregonus nobilis
Coregonus nobilis és una espècie de peix de la família dels salmònids i de l'ordre dels salmoniformes.

## Reproducció
Fresa als mesos de juliol i agost.

## Distribució geogràfica
Es troba a Europa: llac Vierwaldstätter.